# Загребская пивоварня
Загребская пивоварня (хорв. Zagrebačka pivovara) — крупнейшее по объемам производства пивоваренное предприятие Хорватии. Расположена в столице страны Загребе, принадлежат активам международной пивоваренной корпорации Molson Coors.

## История
Загребская пивоварня была основана в 1892 году. К тому времени в городе уже работало несколько пивоваренных предприятий, однако они не были способны удовлетворить постоянно растущий спрос жителей Загреба, и новая пивоварня сразу нашла своих поклонников. Помещение пивоварни стало одним из первых электрифицированных зданий Загреба.
Важной вехой новейшей истории предприятия стало приобретение её активов международной пивоваренной корпорацией бельгийского происхождения Interbrew, которое состоялось в 1994 году. Впоследствии, после ряда слияний и поглощений, все активы Interbrew вошли в состав международного пивоваренного гиганта Anheuser-Busch InBev. В декабре 2009 года пивоваренные активы Anheuser-Busch InBev в странах центральной Европы, включая Хорватию, приобрел инвестиционный фонд CVC Capital Partners и включил их в созданную этим фондом управленческую корпорацию StarBev. В 2012 году пивоварня приобретена американо-канадской Molson Coors.

## Ассортимент продукции
Основу продуктового портфеля пивоварни составляет пиво торговой марки Ožujsko, которое является самым продаваемым пивом в Хорватии и ассортимент которого включает следующие сорта:
- Ožujsko Pivo — светлый лагер с содержанием алкоголя 5 % и плотностью 11,0 %;
- Ožujsko Pšenično — пшеничное пиво с добавлением кориандра, с содержанием алкоголя 5 % и плотностью 11,5 %;
- Ožujsko Cool — безалкогольное светлое пиво (содержание алкоголя до 0,5 %, плотность 6,5 %);
- Ožujsko Limun — радлер, светлое пиво с добавлением сока лимона (содержание алкоголя 2 %);

Также пивоварня является производителем темного пива Tomislav, единственного пива, промышленно производящегося в Хорватии с применением обжаренного солода. Имея содержание алкоголя на уровне 7,3 % и плотность 18 %, этот сорт является крепчайшим и плотнейшим пивом Хорватии.
Кроме этого, в ассортимент пивоварни входит сезонный сорт Božićno Pivo, который производится только зимой, обычно к рождественским праздникам, и отмечается повышенным содержанием алкоголя (6,1 %), который достигается за счет дополнительной ферментации.